# Touché

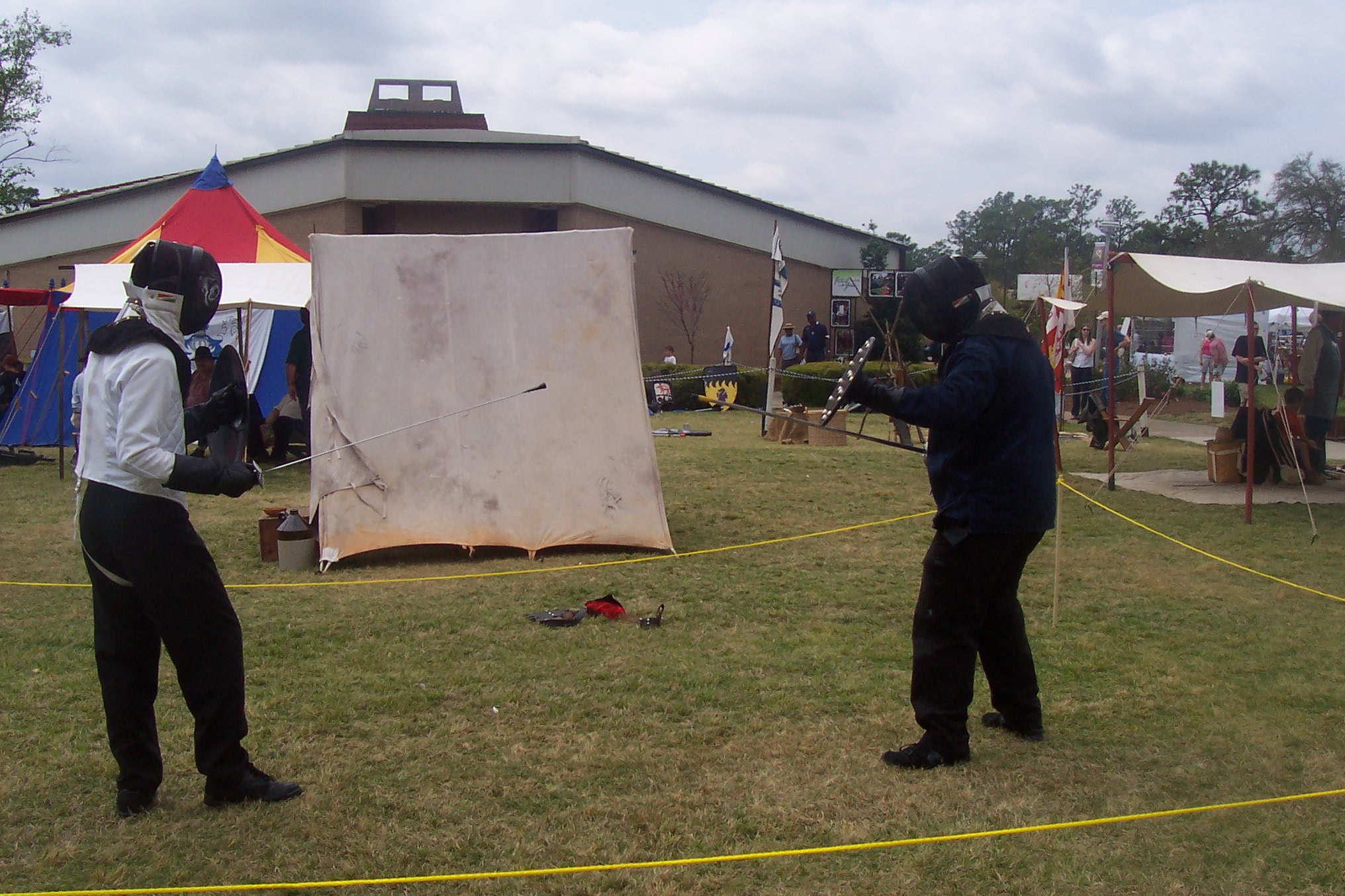
Rievocazione di un duello all'antica

Touché (IPA: /tu.ʃe/), participio passato del verbo toucher, ovvero "toccato", è un'espressione francese usata da principio nella scherma: è pronunciata dallo schermitore colpito per riconoscere all'avversario l'esattezza della "stoccata" da quest'ultimo eseguita. Anche un arbitro può dichiarare il touché, sempre per confermare il colpo correttamente portato.

## Uso cavalleresco
L'espressione trae verosimilmente origine dai duelli al primo sangue (relativamente frequenti nel XVIII secolo): in tale contesto era sufficiente toccare il rivale con la punta della spada per conseguire la vittoria. Chi accusava il colpo, proferiva il "touché" ammettendo la sconfitta e ponendo termine allo scontro in quello stesso istante.

## Uso metaforico
In una discussione, si dice per ammettere che l'altra persona ha fatto un'osservazione sensata nei confronti di chi parla: con una locuzione in italiano puro si dice «colpito nel segno». Per esempio, se io dico alla persona con cui avevo appuntamento e che è arrivata dieci minuti dopo «sei in ritardo», e lei ribatte in maniera fondata «lo dici tu che ieri mi hai fatto aspettare mezz'ora?», io sono costretto ad ammettere che ha ragione e posso rispondere, appunto, «touché».

## Grammatica
In francese, la parola è un participio passato singolare maschile; come participio, concorda in genere e numero, per cui si ha il femminile touchée, il maschile plurale touchés ed il femminile plurale touchées. Nell'uso italiano, in quanto parola straniera resta invariata nella forma, benché, se la si considera un'espressione francese pura (e non un'espressione straniera della lingua italiana), si possa anche concordare.

## In altre lingue
L'espressione francese si è diffusa insieme con la scherma, viene quindi usata tal quale anche in altre lingue, comprendendo spesso anche il senso metaforico, per esempio in inglese.